# Tito Masoud
Tito Masoud (1967-11 de junio de 2003), también escrito como Tito Mas'ud, fue un militante palestino y líder de las Brigadas de Ezzeldin Al-Qassam, el brazo militar de Hamás . Fue una figura importante en la producción de armas interna palestina. Junto con Nidal Farhat, Masoud fabricó el primer cohete Qassam en 2001, que es desplegado activamente por las Brigadas de Ezzeldin Al-Qassam contra objetivos militares y civiles en el sur de Israel.

## Carrera en Hamás
Masoud comenzó su participación como joven lanzador de piedras en 1987 durante la Primera Intifada. Se unió a las Brigadas de Ezzeldin Al-Qassam, el ala militar de Hamás, y participó en incursiones contra las Fuerzas de Defensa de Israel en la Franja de Gaza. Luego, Masoud se especializó en explosivos y desarrollo de cohetes. En 1995, Israel lo buscaba después de que un colega revelara su nombre y su participación en un ataque mortal contra una posición israelí.
Masoud y Nidal Farhat fabricaron el primer cohete Qassam, con un alcance de 2500 m, en junio de 2001. El cohete se lanzó por primera vez el 26 de octubre de 2001, cuando las Brigadas de Ezzeldin Al-Qassam se atribuyeron el mérito de haber lanzado uno desde la Franja de Gaza hacia la ciudad israelí de Sederot. Este avance en la fabricación y el desarrollo de cohetes fue un punto de inflexión en la guerra entre las facciones armadas palestinas e Israel.

## Muerte
El 11 de junio de 2003, un atacante suicida de Hamás vestido como un judío ortodoxo detonó un artefacto explosivo y mató a diecisiete personas en Jerusalén. Aproximadamente media hora después del ataque, helicópteros Apache israelíes dispararon misiles contra el coche de Masoud en la ciudad de Gaza, matándolo. La familia de Masoud recibirá un estipendio de Hamás hasta que los niños sean mayores.